# Sankovo-Medvezje

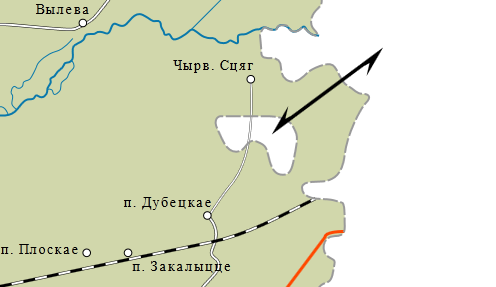
Sakovo-Medvezje

Sankovo-Medvezje ( Russisch: Саньково-Медвежье, Wit-Russisch: Санькова-Мядзвежжа; Sankova-Mjadzvezjzja) is een Russische exclave, geheel omsloten door Wit-Russisch grondgebied. Het heeft een oppervlakte van 454 hectare ofwel 4,5 km². De exclave bevindt zich in het oosten van het gemeentegebied van Dobroezj binnen de Wit-Russische oblast Homel, op vijf kilometer van het Russische dorpje Dobrodejevka. Sankovo-Medvezje vormt bestuurlijk onderdeel van het district Zlynkovski van de Russische oblast Brjansk. Het gebied ligt op 800 meter van de staatsgrens en is ingesloten door moeras. De exclave kreeg zijn naam van de dorpen Sankovo en Medvezje.

## Geschiedenis
In het begin van de 20e eeuw gingen de inwoners van een nabijgelegen dorpje weg naar de Verenigde Staten om er werk te zoeken. Ze werkten als mijnwerkers in Pennsylvania maar keerden voor de Eerste Wereldoorlog terug. Nieuwe landbouwers kochten een stuk grond en bouwden er een boerderij.
Tijdens de staatshervorming van 1926 werd de staatsgrens tussen Wit-Russische en Russische socialistische sovjetrepublieken naar het oosten verplaatst, maar op wens van de landverhuizers werden de dorpen Sankovo en Medvezje een gebiedsdeel van Russische oblast Brjansk. 
Tijdens de Tweede Wereldoorlog werden deze dorpen door de nazi's verbrand. Na de oorlog werden beide dorpen echter weer opgebouwd. De kernramp van Tsjernobyl zorgde ervoor dat de beide dorpen echter moesten worden geëvacueerd wegens radioactiviteit. Sindsdien zijn het twee spookplaatsen.
De weg naar Rusland wordt gebruikt door smokkelaars door het ontbreken van een douanekantoor.